# 凤阳水库
凤阳水库是中国安徽省滁州市凤阳县境内的一座水库，位于淮河水系濠河上，建于1958年。水库正常库容为3540万立方米，集雨面积为146平方千米，海拔为50米。